# Jakie Wellman
Jakie Wellman (ur. 22 lipca 1988) – zambijska pływaczka, olimpijka. Absolwentka szkoły średniej Kelly College w Devon i członkini uniwersyteckiej drużyny pływackiej Missouri State Bears, podczas uczęszczania do Missouri State University.
W wieku 16 lat wystartowała na igrzyskach olimpijskich w Atenach na dystansie 50 metrów stylem dowolnym, gdzie zajęła 50. miejsce. W swoim wyścigu eliminacyjnym uzyskała 4. lokatę z czasem 28.56, który nie dał jej awansu do półfinałów.